# 林近龍
林近龍（1474年—？），字雲從，福建興化府莆田縣人，明朝政治人物。

## 生平
弘治十四年（1501年）辛酉科福建鄉試第五十一名舉人，正德三年（1508年）中式戊辰科會試第二百八十四名，三甲第一百十四名進士。四年（1509年）五月授南京河南道監察御史，上疏揭發寧王朱宸濠大舉營建及大學士靳貴鬻爵受賄二事，十年（1515年）三月出為廣西按察司僉事，十二年（1517年）正月考察，以不謹冠帶閒住。

## 家族
曾祖林英，兵部員外郎；祖父林輝，永樂二十二年進士；父林誠，監察御史。前母宋氏（贈孺人）；繼母俞氏（封孺人）；生母張氏。慈侍下。弟林近麟、林近廌。